# Monogoy (jezik)
Monogoy, dijalekt jezika marba [mpg] jezična podskupina masa, šira čadska skupina, koji je donedavno bio priznat posebnim jezikom, a goori se u čadskoj prefekturi Tandjilé. Njegov identifikator [mcu] povučen je iz upotebe, a danas označava kamerunski mambila jezik čiji je stari identifikator bio [mya]. 
Broj govornika iznosi oko 5.000, a kulturno su različiti od Marba.

## Vanjske poveznice
- The Monogoy Dialect of Marba (mpg)[neaktivna poveznica]